# Windmotor Kolderveense Bovenboer
De Windmotor Kolderveense Bovenboer is een poldermolen genoemd naar het nabijgelegen Drentse gehucht, dat in de Nederlandse gemeente Meppel ligt. De molen is een maalvaardige Amerikaanse windmotor met een windrad van 18 bladen, waarvan het bouwjaar onbekend is. Hij werd vervaardigd door de firma Bakker uit IJlst. De windmotor is niet te bezichtigen.